# 국립 장식미술관 (부에노스아이레스)

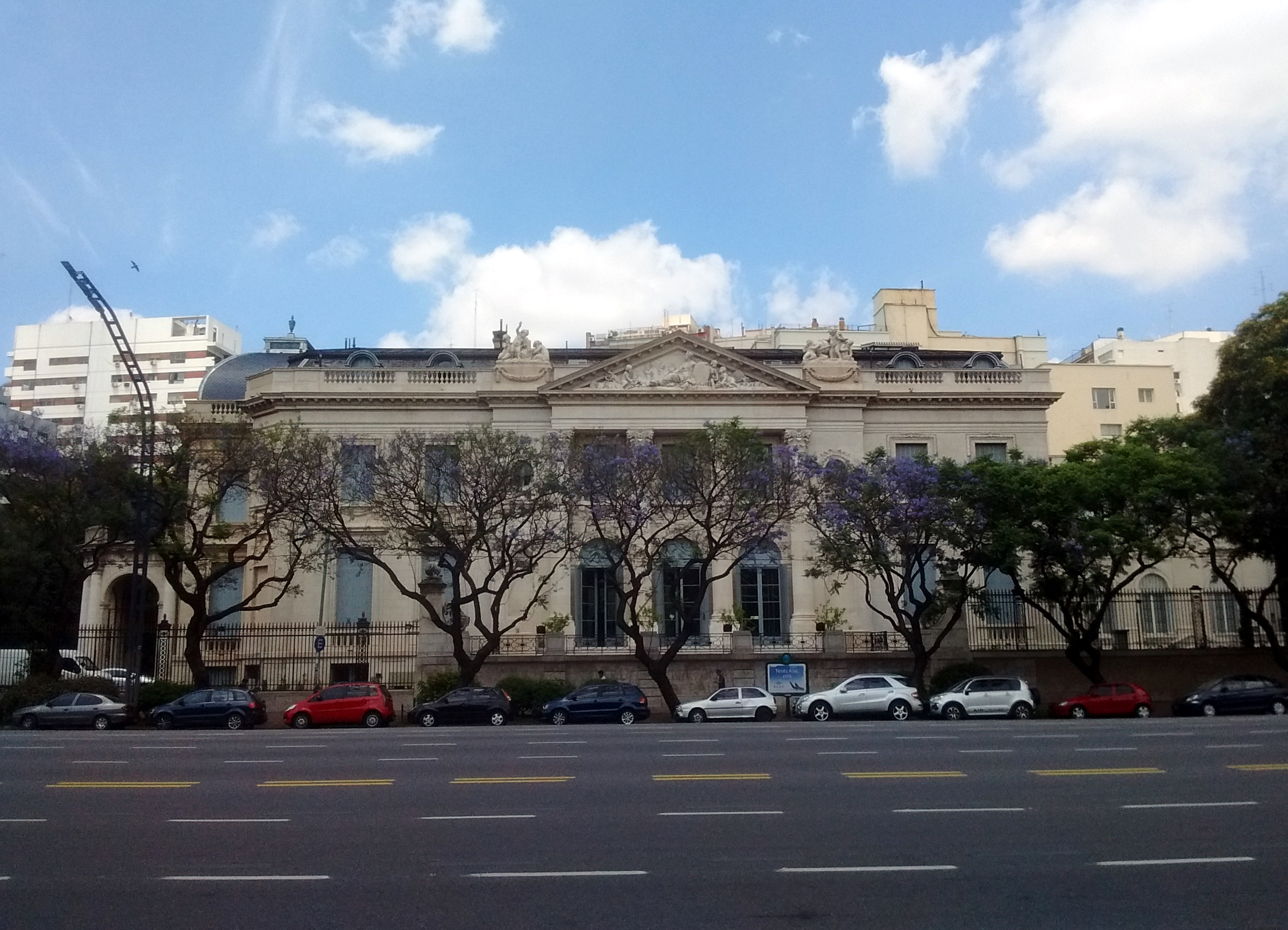
국립 장식미술관

국립 장식미술관(스페인어: Museo Nacional de Arte Decorativo)은 아르헨티나 부에노스아이레스에 있는 미술 박물관이다.